# Колін Доннелл
Колін Доннелл (англ. Colin Donnell; нар. 9 жовтня 1982, Сент-Луїс, штат Міссурі, США) — американський актор. Відомий ролями Томмі Мерліна в телесеріалі «Стріла» та Коннор Роудс у телесеріалах «Медики Чикаго», «Пожежники Чикаго» та «Поліція Чикаго»

## Біографія
Доннелл народився в Сент-Луїс, штат Міссурі. У нього є два старших брати. Він ріс дуже музикальною дитиною і любив грати в шкільних спектаклях. У сімнадцятирічному віці Доннелл почав брати уроки гри на гітарі і серйозно займатися співом. Перша поява Доннелла на сцені пов'язано зі старшою школою, де він не тільки співав у шкільному хорі, але і виступав на сцені як жонглер і виконував складні циркові трюки. У 2005 році він закінчив Університет Індіани, після чого почалася його професійна сценічна кар'єра.

## Кар'єра
Доннелл багаторазово гастролював по країні з такими відомими мюзиклами, як «Мама Мія» і «Зла». Його першим виступом на Бродвеї була роль Хенка Маджевскі в мюзиклі «Хлопці з Джерсі». Доннелл брав участь і був актором основних складів в мюзиклах «Зустрінь мене в Сент-Луїсі», «Шаленості», а за роль в «Що б не трапилося» був номінований на премію в категорії «Видатний актор мюзиклу». Перша роль на телебаченні була зіграна в серіалі 2011 року «Пен Американ». Цей дебют дозволив йому отримати роль в проєкті «Стріла», що вийшов на екрани у 2012 році. У 2015 році Доннелл отримав одну з основних ролей в серіалі NBC «Медики Чикаго».

## Особисте життя
Він одружений з актрисою Патті Мурін, одруження відбулося 19 червня 2015 року в Нью-Йорку. У лютому 2020 року стало відомо, що вони очікують свою першу дитину, дівчинку. Їхня дочка Сесілі Філіпс Доннелл народилася 14 липня 2020 року. У жовтні 2022 року пара оголосила, що Мурін вагітна другою дитиною. Їхня друга дитина, Лорелай, народилася 2 квітня 2023 року.

## Фільмографія
| Рік       |    | Українська назва                 | Оригінальна назва          | Роль           |
| --------- | -- | -------------------------------- | -------------------------- | -------------- |
| 2011—2012 | с  | Пан Американ                     | Pan Am                     | Майк Рускін    |
| 2012—2020 | с  | Стріла                           | Arrow                      | Томмі Мерлін   |
| 2014      | ф  | Кожна секретна річ               | Every Secret Thing         | Пол Портер     |
| 2014      | с  | В полі зору                      | Person of Interest         | Біллі Парсонс  |
| 2014      | с  | Незабутнє                        | Unforgettable              | Агент Стоун    |
| 2014—2015 | с  | Коханці                          | The Affair                 | Скотт Локхарт  |
| 2014      | с  | Таємниці Лаури                   | The Mysteries of Laura     | Деніел Міроскі |
| 2015      | с  | Любов - це слово з чотирьох букв | Love Is a Four Letter Word | Шон            |
| 2015—2019 | с  | Медики Чикаго                    | Chicago Med                | Коннор Роудс   |
| 2016—2019 | с  | Пожежники Чикаго                 | Chicago Fire               | Коннор Роудс   |
| 2016—2019 | с  | Поліція Чикаго                   | Chicago P.D                | Коннор Роудс   |
| 2019      | ф  | Майже кохання                    | Almost Love                | Генрі          |
| 2020      | тф | Кохання в Ісландії               | Love on Iceland            | Чарлі          |
| 2021      | тф | Спіймати шпигуна                 | To Catch a Spy             | Аарон Максвелл |
| 2022      | с  | Непоштивий                       | Irreverent                 | Пауло          |
| 2024      | с  | ФБР: За кордоном                 | FBI: International         | Браян Ленг     |
| 2025      | с  | Нульовий день                    | Zero Day                   | Ерік Гейс      |